# Рудник-Малий (Мазовецьке воєводство)
Рудник-Малий (пол. Rudnik Mały) — село в Польщі, у гміні Водине Седлецького повіту Мазовецького воєводства.
Населення — 111 осіб (2011).
У 1975-1998 роках село належало до Седлецького воєводства.

## Демографія
Демографічна структура станом на 31 березня 2011 року:
|          | Загалом | Допрацездатний вік | Працездатний вік | Постпрацездатний вік |
| -------- | ------- | ------------------ | ---------------- | -------------------- |
| Чоловіки | 54      | 13                 | 35               | 6                    |
| Жінки    | 57      | 13                 | 33               | 11                   |
| Разом    | 111     | 26                 | 68               | 17                   |